# Spogostylum
Spogostylum är ett släkte av tvåvingar. Spogostylum ingår i familjen svävflugor.

## Bildgalleri

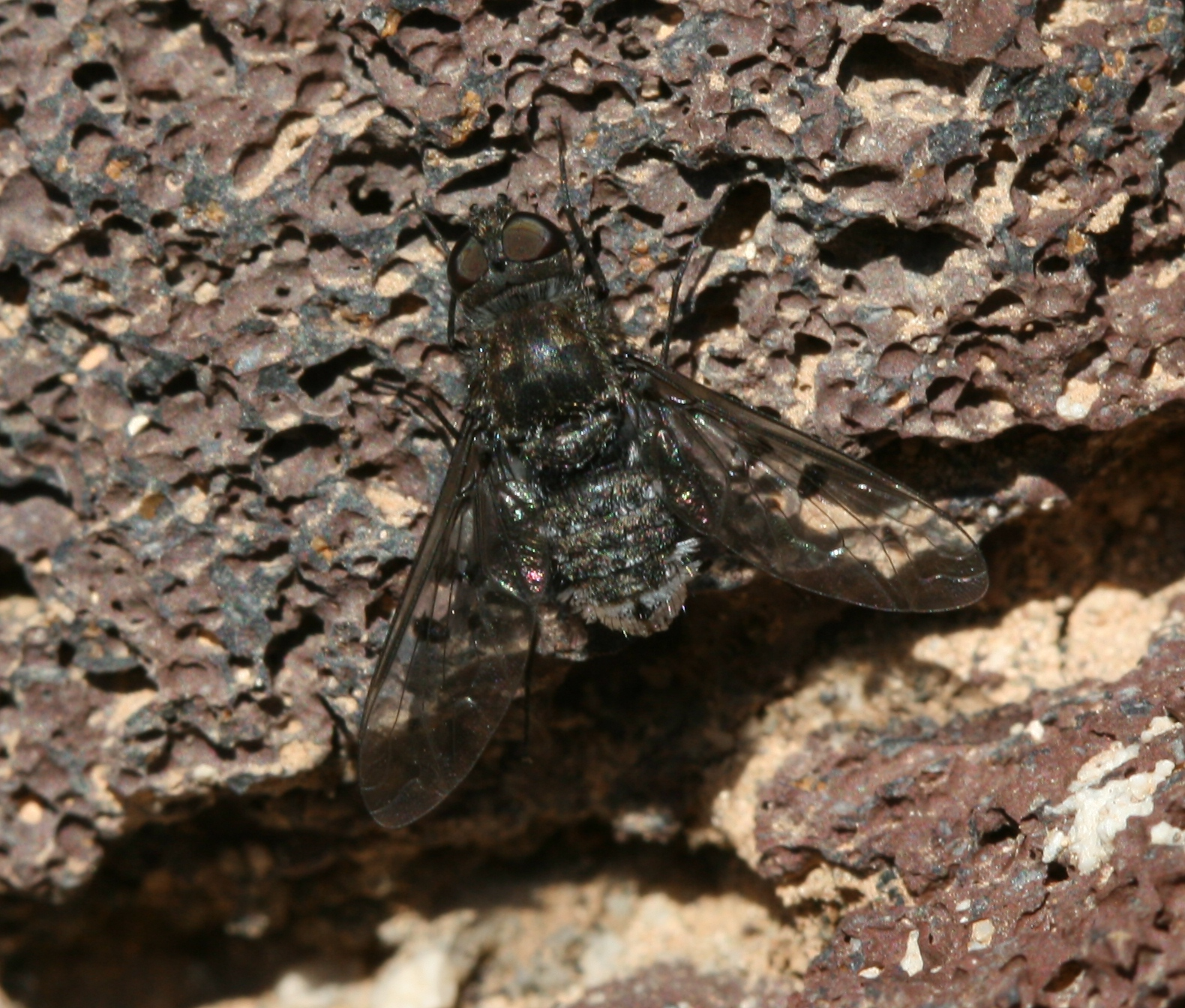

## Dottertaxa tillSpogostylum, i alfabetisk ordning[1]
- Spogostylum admirable
- Spogostylum aetheocoma
- Spogostylum aethiops
- Spogostylum afghanicola
- Spogostylum alashanicum
- Spogostylum albosparsus
- Spogostylum antiopa
- Spogostylum arenivagum
- Spogostylum arugotensis
- Spogostylum austeni
- Spogostylum bucharense
- Spogostylum candidum
- Spogostylum caucasicum
- Spogostylum cinereum
- Spogostylum dagomba
- Spogostylum decipiens
- Spogostylum delila
- Spogostylum deserticola
- Spogostylum doctum
- Spogostylum dubium
- Spogostylum duvaucelii
- Spogostylum efflatouni
- Spogostylum falkovitshi
- Spogostylum flavescens
- Spogostylum flavipenne
- Spogostylum fracidum
- Spogostylum fraterculum
- Spogostylum fulvastrum
- Spogostylum fuscipenne
- Spogostylum griseipennis
- Spogostylum grunini
- Spogostylum hamadnallahi
- Spogostylum helenae
- Spogostylum hippolyta
- Spogostylum immaculata
- Spogostylum incisurale
- Spogostylum indigenum
- Spogostylum inquinatum
- Spogostylum isis
- Spogostylum karavaievi
- Spogostylum kozlovi
- Spogostylum lehri
- Spogostylum leucopogon
- Spogostylum longipenne
- Spogostylum massauensis
- Spogostylum montanum
- Spogostylum monticola
- Spogostylum mystaceus
- Spogostylum niphas
- Spogostylum niphoides
- Spogostylum nomas
- Spogostylum obscurum
- Spogostylum obuchovae
- Spogostylum ochrum
- Spogostylum ocyale
- Spogostylum pamirense
- Spogostylum parobscurum
- Spogostylum perpusillum
- Spogostylum persicum
- Spogostylum plurinotus
- Spogostylum poecilophora
- Spogostylum princeps
- Spogostylum punctipenne
- Spogostylum punicisetosum
- Spogostylum pycnopelte
- Spogostylum robusculum
- Spogostylum robustale
- Spogostylum robustum
- Spogostylum rudolfae
- Spogostylum rufulum
- Spogostylum saturatum
- Spogostylum seriepunctatus
- Spogostylum sordidum
- Spogostylum stackelbergi
- Spogostylum subanthrax
- Spogostylum tenebrosum
- Spogostylum trinotatum
- Spogostylum tripunctatum
- Spogostylum tsharykulievi
- Spogostylum turcmenicum
- Spogostylum turkmenicola
- Spogostylum uralense
- Spogostylum variable
- Spogostylum velox
- Spogostylum ventrale
- Spogostylum volitans
- Spogostylum vulpinum
- Spogostylum zaitzevi